# Saab 9-3X (coupé)
La Saab 9-3X Coupé est un concept car tout-terrain développé par le constructeur automobile suédois Saab, dévoilé en 2002 à l'occasion du Salon Automobile de Détroit (États-Unis). Il préfigure le futur crossover de 2010.
La direction de Saab, à la suite du concept 9-X, souhaite développer un véhicule alliant des capacités tout-terrain à une sportivité routière. Michael Mauer, directeur du design, et Anthony Lo, chef du design avancé, s'orienteront vers la solution du break coupé à transmission intégrale.

## Design

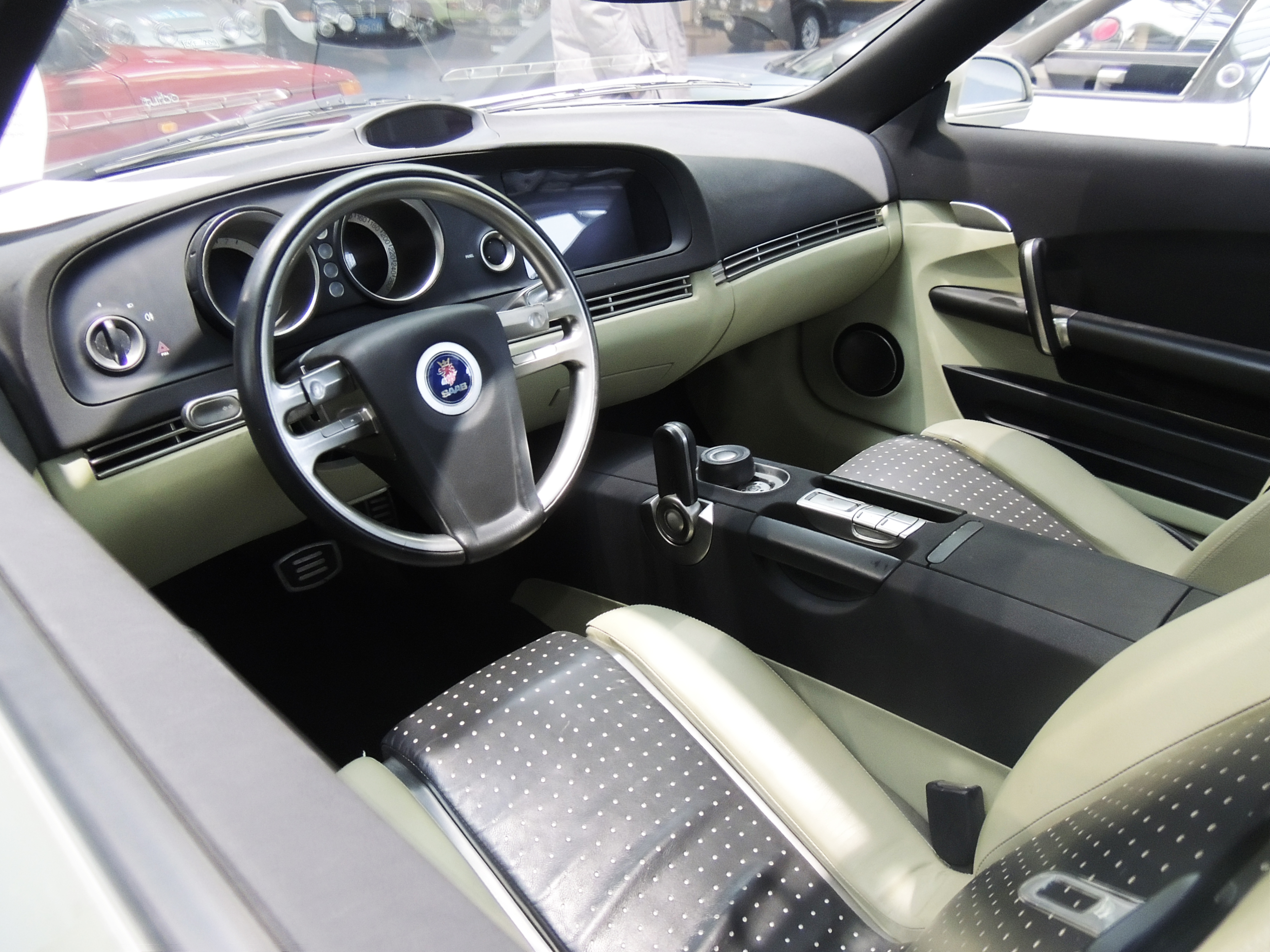
Intérieur

La forme générale extérieure inaugure un dessin croisant un coupé avec un break, tandis que la proue garde l'inspiration de la 9-X. Le vitrage teinté est enrobant d'un pilier C à l'autre, et masque le pilier A, tandis que le toit accueille deux verrières panoramiques placées en longueur. L'arrière du véhicule affiche une exagération de la forme en crosse de hockey, évoquant une tradition Saab, avec l'intégration des feux arrière au pilier C, donnant un hayon de forme bombée qui se verra repris sur le concept 9-3 Sport Hatch de 2003, puis sur les futurs break et crossover de la série 9-3. Le hayon s'ouvre en deux parties. La modularité des sièges permet de faire varier la longueur de chargement de 690 mm à 1 550 mm avec les sièges arrière rabattus, jusqu'à 2 335 mm si l'on rabat le siège passager avant. L'ouverture du hayon étend cette valeur à 3 040 mm. Seules des arches de roue souples peintes en couleur de caisse légèrement satinée, qui permettent un large débattement des roues en toute discrétion, et la protection du carter intégrée dans le bouclier avant signalent une fonction tout-terrain.
Pour l'intérieur, si le tableau de bord reste classique avec deux indicateurs circulaires numériques éclairés en bleu, pour le compteur de vitesse et le compte-tour, la console centrale inaugure un écran graphique couleur affichant différentes fonctions multimédias et de réglage de l'ordinateur de bord, dont les options se sélectionnent à partir d'une molette unique. L'éclairage permanent tamisé est repris de la 9-X.

## Technologie
La transmission intégrale est optimisée par un différentiel central conçu en partenariat avec le suédois Haldex, elle donne au véhicule une garde au sol de 190 mm et répartit électroniquement en temps réel le couple entre le train avant et arrière selon les conditions de motricité. Un amortissement variable électronique permet d'optimiser l'assiette. Pour les phares, la fibre optique de la 9-X a été remplacée par des lampes à décharge de gaz (ou ampoules à induction), ici au xénon. Le réseau de communication interne utilise la fibre optique pour permettre un débit de 25 Mbit/s. L'ordinateur de bord intègre une suite logiciel complète, permettant d'y connecter tout type d'appareils nomades, de l'ordinateur portable au caméscope numérique, en passant par le téléphone cellulaire. Navigation par satellite, WAP, télévision, lecteur DVD et MP3, courrier électronique, autant de fonctions accessibles également sur l'écran des places arrière.

## Motorisation[4]
Le prototype est animé du tout nouveau V6 EcoPower en aluminium, ouvert à 60°, développé avec General Motors et doté du Contrôle de Combustion Saab (SCC). La puissance est transmise via une boîte de vitesses semi-automatique à cinq rapports, avec commandes au volant, à une transmission intégrale sur des roues de 20 pouces.
- 2.8t EcoPower V6 - 280 ch (206 kW) - 24s à gestion Saab Trionic

L'injection directe pilotée par le boîtier Saab Trionic et la présence d'un turbocompresseur permettent de fournir un couple de 400 N m entre 1 700 et 5 500 tr/min, pour une puissance de 206 kW disponible dès 5 500 tr/min. Les 24 soupapes à calage variable, et l'injection directe à tourbillon d'air composent le nouveau dispositif SCC et autorisent une forte réduction des émissions de monoxyde de carbone. La turbine du turbo, en alliage titane-aluminium, est alimentée par deux voies distinctes issues des deux blocs de cylindres. Enfin, l'acier inoxydable hydroformé des collecteurs d'échappement double-voie accélère le délai d'efficacité des pots catalytiques.